# Павлов, Василий Дмитриевич (конструктор)
Василий Дмитриевич Павлов (22 апреля 1907, Москва — 29 мая 1960) — советский учёный в области механизации овощеводства и картофелеводства, член-корреспондент ВАСХНИЛ (1956).

## Биография
Родился в Москве. Окончил Московский институт механизации и электрификации социалистического сельского хозяйства (1935).
В 1935—1937 гг. работал в Институте льна.
Участник Великой Отечественной войны: сапёр, строитель, после тяжёлого ранения — автомеханик (руководил восстановлением повреждённых машин) старший лейтенант.
В 1946—1947 гг. старший инженер МСХ СССР.
С 1947 г. старший инженер, руководитель лаборатории механизации возделывания картофеля и овощей, заместитель директора по науке ВНИИ механизации сельского хозяйства.
Похоронен на Новодевичьем кладбище (участок 3, ряд 42).

## Научная деятельность
Один из конструкторов первого советского свеклоуборочного комбайна СПГ-1. Под его руководством созданы машина для квадратно-гнездовой посадки картофеля СКГ-4 и кукурузная сажалка СКГ-6.
Кандидат технических наук, член-корреспондент ВАСХНИЛ (1956).

### Сочинения
Опубликовал около 30 научных трудов, в том числе 12 книг и брошюр.
Сочинения:
- Свеклокомбайн СПГ-1: Сборка. Применение. Уход / соавт. С. А. Герасимов; М-во машиностроения СССР. — М., 1949. — 120 с.
- Сеялка СШ-6А с приспособлением ВИМ / соавт.: С. А. Герасимов, П. В. Павлов. — М.: Сельхозгиз, 1954. — 48 с.
- Гнездовая жидкая подкормка кукурузы и овощных культур / соавт. А. М. Поспелов // Моск. колхозник. 1956. № 3. С. 29-30.
- Механизация овощеводства открытого и защищенного грунта // Пути увеличения пр-ва овощей и картофеля. М., 1959. С. 449—461.
- Сажалка картофеля квадратно-гнездовая четырёхрядная СКГ-4: Устройство. Сборка. Применение. Уход / соавт.: С. А. Герасимов и др.; М-во машиностроения СССР. Главсельмаш. — М.: Центр. бюро техн. информ., 1959. — 76 с.

## Награды
- Сталинская премия 3-й степени (1949) — за создание и внедрение в производство свёклокомбайна «СПГ-1».
- Орден Красной Звезды (1945);
- Медаль «За взятие Кёнигсберга» (1945);
- Медаль «За победу над Германией в Великой Отечественной войне 1941—1945 гг.» (1945);
- Медаль «За победу над Японией» (1945);
- Медаль «В память 800-летия Москвы» (1947);
- Серебряная (1940) и золотая (1954) медали ВСХВ.

## Семья
Жена — Варвара Николаевна (1908—1969). Сын — Павлов Игорь Васильевич (1938—1991), инженер-механик, ст. эксперт объединения «Тракторэкспорт».